# Le Berger mercenaire
Le Berger mercenaire – en anglais The Hireling Shepherd – est un tableau réalisé par le peintre britannique William Holman Hunt en 1851 à Ewell, dans le Surrey, en Angleterre. Cette huile sur toile est une scène de genre préraphaélite. Achetée à l'artiste par le naturaliste William John Broderip en 1852, elle est conservée depuis 1896 à la Manchester Art Gallery, à Manchester.
La peinture représente un berger flirtant avec une jeune paysanne assise dans de l'herbe fleurie un agneau sur les cuisses. Tandis qu'il passe son bras autour de son cou pour lui montrer un sphinx tête de mort, il délaisse le troupeau derrière eux, de sorte que des moutons isolés s'apprêtent déjà à se perdre dans un champ de blé voisin, au-delà du ruisseau arboré sur les bords duquel ils sont installés. Comme l'indique le titre, dont une traduction alternative est simplement Le Mauvais Berger, il s'agit d'un journalier ou saisonnier « mercenaire », c'est-à-dire qui n'est manifestement intéressé que par sa rémunération financière, et qui n'a donc aucun intérêt réel pour le pastoralisme. Le tonnelet à sa ceinture et son visage cuivré suggèrent en outre qu'il est porté sur la boisson.